# فانا موکوئنا
فانا موکوئنا (انگلیسی: Fana Mokoena؛ زادهٔ ۱۳ مهٔ ۱۹۷۱) یک هنرپیشه اهل آفریقای جنوبی است.
از فیلم‌ها یا برنامه‌های تلویزیونی که وی در آن نقش داشته‌است می‌توان به هتل رواندا، خانه امن، جنگ جهانی زد و ماندلا: راه طولانی به آزادی اشاره کرد.